# Shaftesbury Avenue

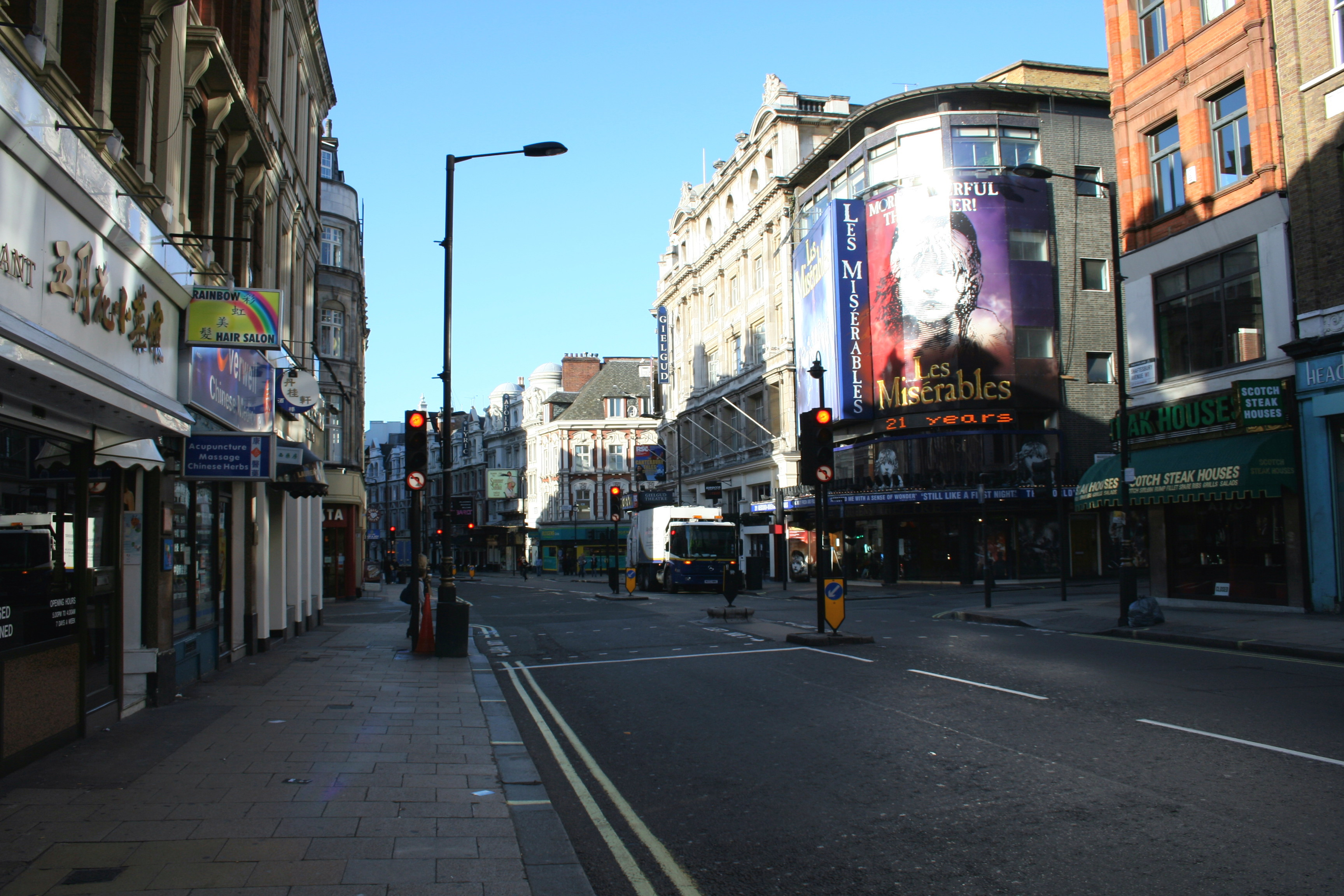
Shaftesbury Avenue

Die Shaftesbury Avenue liegt im Londoner West End in der City of Westminster. Die Nord-Süd-Achse im Zentrum beginnt am Piccadilly Circus, führt dann über den Cambridge Circus (Schnittpunkt mit der Charing Cross Road) zur New Oxford Street. 
Sie wurde nach dem 7. Earl of Shaftesbury benannt, der ein Wohltäter war und sich für eine Lebensverbesserung in den Slums eingesetzt hatte. 

## Geschichte
Die Straße, die dem Verlauf einer wesentlich älteren Landstraße folgt, wurde zwischen 1877 und 1886 quer durch die damaligen Slumgebiete gebaut, um die Verkehrsanbindung mit dem West End zu verbessern.
In der Straße befinden sich unter anderem das Lyric Theatre und das Palace Theatre, sowie, an der Ecke zur Coventry Street, der London Pavilion. Am Rande der Straße befindet sich außerdem das Gebiet von Chinatown.

## Trivia
Im Titel Wild West End der Band Dire Straits, der das West End von London zum Thema hat, wird die Shaftesbury Avenue erwähnt. Sie wird ebenfalls im Film Harry Potter und die Heiligtümer des Todes: Teil 1 erwähnt.